# Nová Ves (Křižovatka)
Nová Ves (deutsch Neudorf) ist eine Siedlung in der Gemeinde Křižovatka (Klinghart) im Bezirk Eger (Okres Cheb) in der Tschechischen Republik.

## Lage

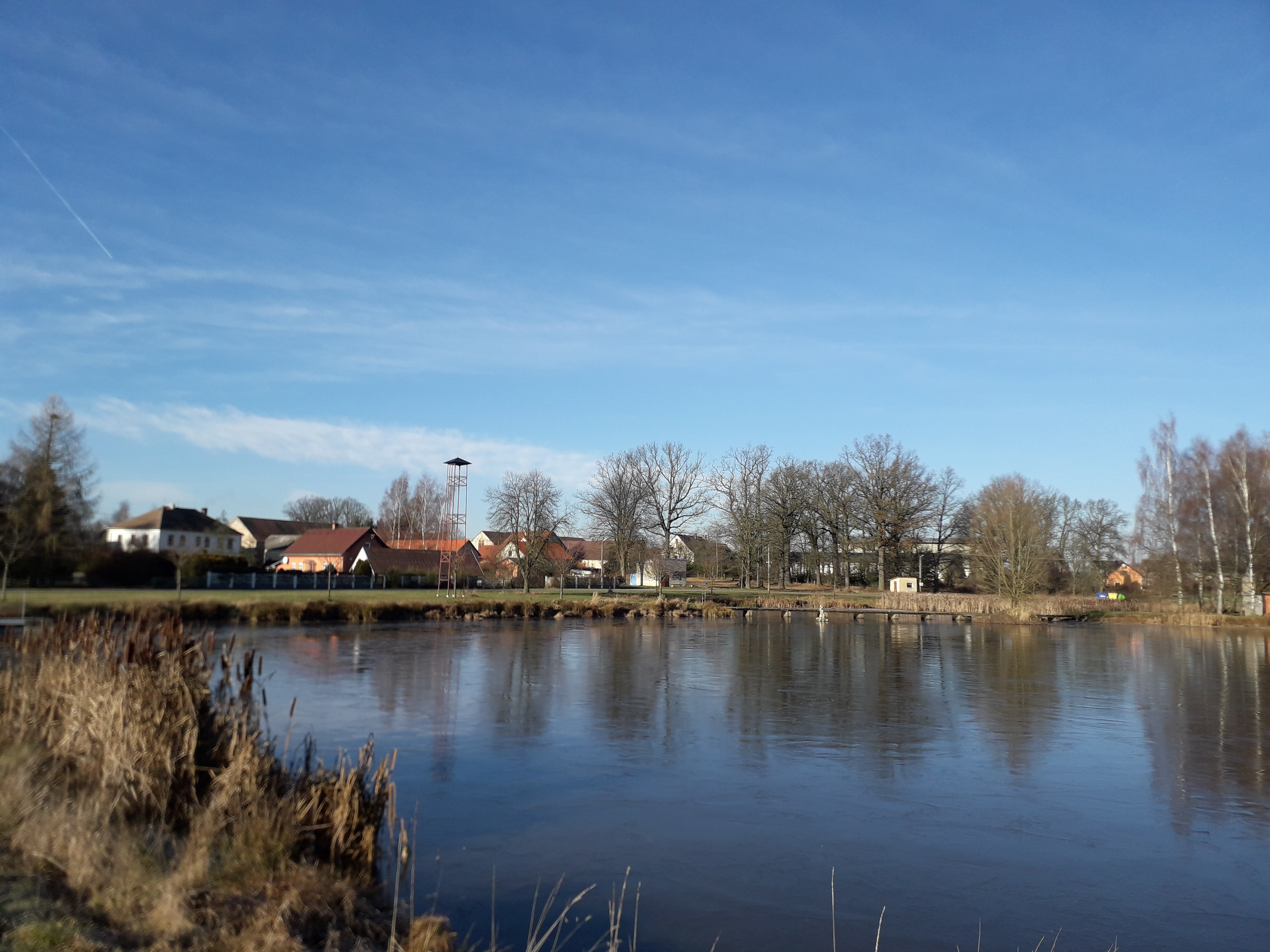
Blick in die Ortslage über den Dorfteich

Der Ort im Egerland liegt rund 2 km südöstlich von Křižovatka entfernt und 10 km nordöstlich der Bezirksstadt Cheb (Eger). Rund 5 km westlich der Ortslage befindet sich die südlichste Stelle Sachsens, die in der vogtländischen Gemeinde Bad Brambach liegt. Rund 15 km östlich liegt Falkenau. Das Ortsgebiet liegt in der den Katastergebieten Nová Ves u Křižovatky (7,03 km²) und Mostek u Křižovatky (1,82 km²).

## Geschichte
Neudorf wurde erstmals 1395 erwähnt. Das Gebiet lag im Sudetenland. Nová Ves wurde 1960 eingemeindet. 2011 lebten im Ort 26 Personen.
| Jahr      | 1869 | 1880 | 1890 | 1900 | 1910 | 1921 | 1930 | 1950 | 1961 | 1970 | 1980 | 1991 | 2001 | 2011 |
| --------- | ---- | ---- | ---- | ---- | ---- | ---- | ---- | ---- | ---- | ---- | ---- | ---- | ---- | ---- |
| Einwohner | 346  | 377  | 325  | 306  | 333  | 317  | 331  | 112  | 75   | 62   | 53   | 44   | 34   | 26   |
| Häuser    | 44   | 47   | 48   | 46   | 46   | 45   | 47   | 44   | -    | 13   | 12   | 14   | 14   | 14   |

## Belege
1. 1 2 3  https://www.czso.cz/documents/10180/20537734/130084150411.pdf/
2. ↑  STATISTICKÝ LEXIKON OBCÍ ČESKÉ REPUBLIKY 2013 Podle správního rozdělení k 1.1. 2013 a výsledků sčítání lidu, domů a bytů k 26. březnu 2011 Zpracoval Český statistický úřad ve spolupráci s Ministerstvem vnitra ČR. 1. Januar 2013, S. 265, abgerufen am 19. März 2024 (tschechisch).